# Sin Dae-cheol
Sin Dae-cheol (nascido em 17 de agosto de 1959) é um ex-ciclista olímpico sul-coreano. Dae-cheol representou sua nação nos Jogos Olímpicos de Verão de 1984, 1988 e nos Jogos Asiáticos de 1986.